# Andiron

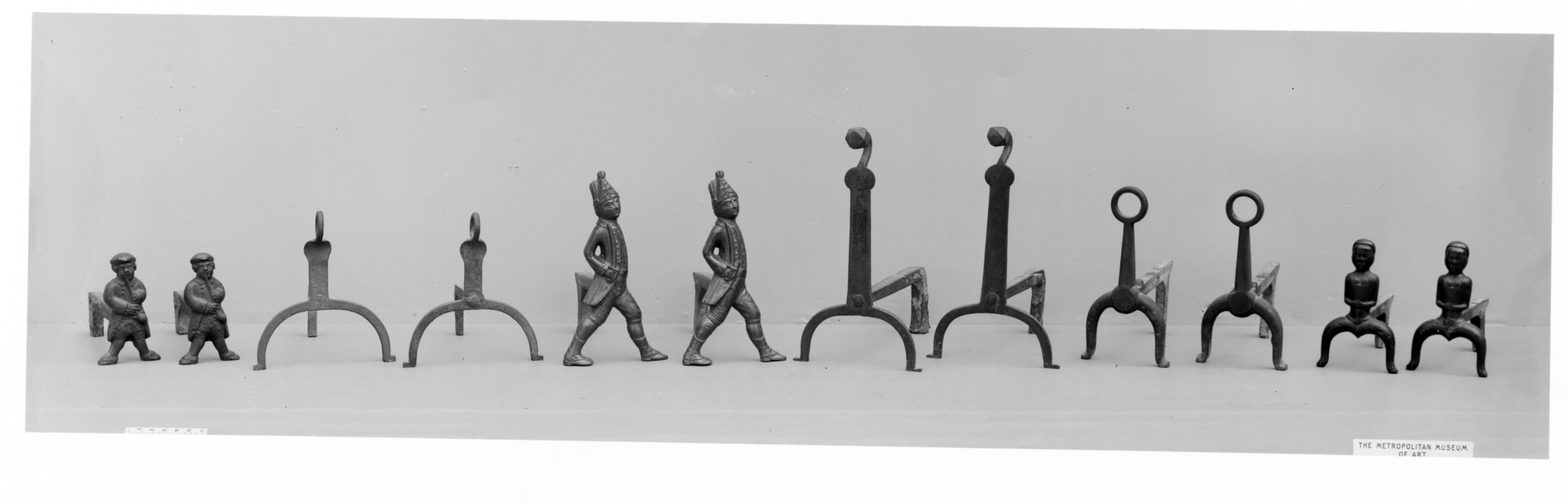
Różne typy andironów z XVII wieku

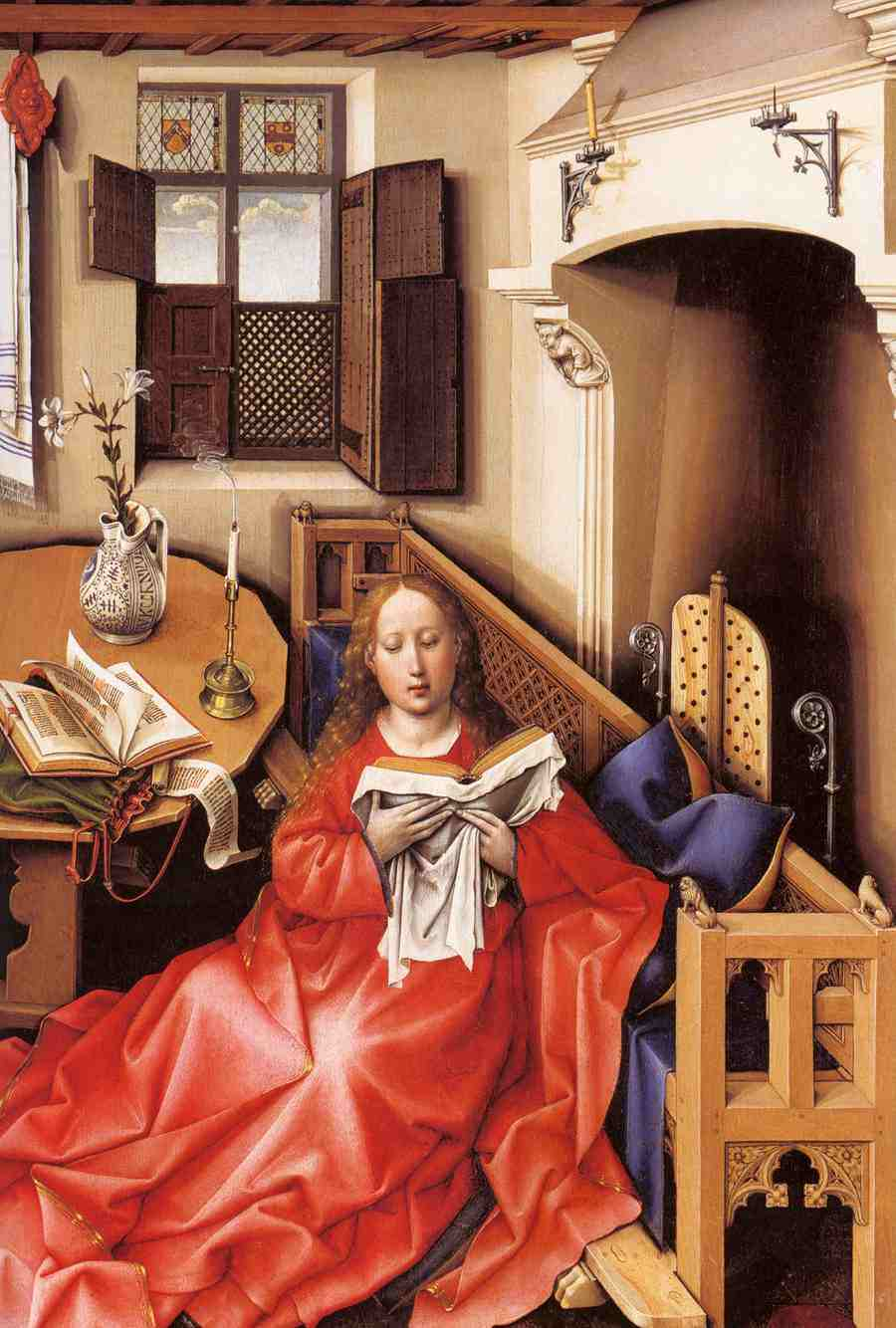
Na obrazie datowanym ok. 1425-1428 za siedzącą postacią widać panel osłaniający przed ogniem i dwa ozdobne uchwyty andironów

Andiron – umieszczany w kominku, wykonany z żelaza wspornik, na którym umieszczano kłody drewna. Składał się zwykle z pręta (lub prętów) osadzonego na niskich nóżkach i pręta pionowego służącego jako uchwyt. Andirony występowały najczęściej w parach, ułożenie na nich drewna zapewniało dostęp powietrza do palącego się materiału. 
W średniowieczu andirony były stosunkowo proste i wykonane w całości z żelaza, od renesansu na elemencie pionowym pojawiły się dodatkowe osłonki i elementy zdobnicze wykonane z żelaza, miedzi, brązu, a nawet srebra. Wśród tych dekoracji spotyka się motywy heraldyczne, postacie mitologiczne i fantastyczne zwierzęta. Jednym ze znanych projektantów andironów był Jean Bérain.